# Trophée des Grimpeurs 2006
Il Trophée des Grimpeurs 2006, ottantesima edizione della corsa e valida come evento dell'UCI Europe Tour 2006 categoria 1.1, si svolse il 30 aprile 2006. Fu vinto dal francese Didier Rous che terminò la gara in 3h17'46".
Al traguardo 28 ciclisti portarono a termine il percorso.

## Ordine d'arrivo (Top 10)
| Pos. | Corridore        | Squadra       | Tempo    |
| ---- | ---------------- | ------------- | -------- |
| 1    | Didier Rous      | Bouygues Tél. | 3h17'46" |
| 2    | Philippe Gilbert | Fr. des Jeux  | a 15"    |
| 3    | Tristan Valentin | Cofidis       | a 2'48"  |
| 4    | Walter Bénéteau  | Bouygues Tél. | a 4'29"  |
| 5    | Maxime Méderel   | Auber 93      | a 6'20"  |
| 6    | Jérôme Pineau    | Bouygues Tél. | a 7'14"  |
| 7    | Karl Menzies     | Health Net    | a 9'46"  |
| 8    | Jean-Luc Delpech | Bretagne      | a 9'48"  |
| 9    | Gilles Canouet   | Agritubel     | a 9'52"  |
| 10   | Garrett Peltonen | Health Net    | a 9'55"  |